# Pultenaea acerosa
Pultenaea acerosa är en ärtväxtart som beskrevs av George Bentham. Pultenaea acerosa ingår i släktet Pultenaea och familjen ärtväxter. Inga underarter finns listade i Catalogue of Life.

## Bildgalleri

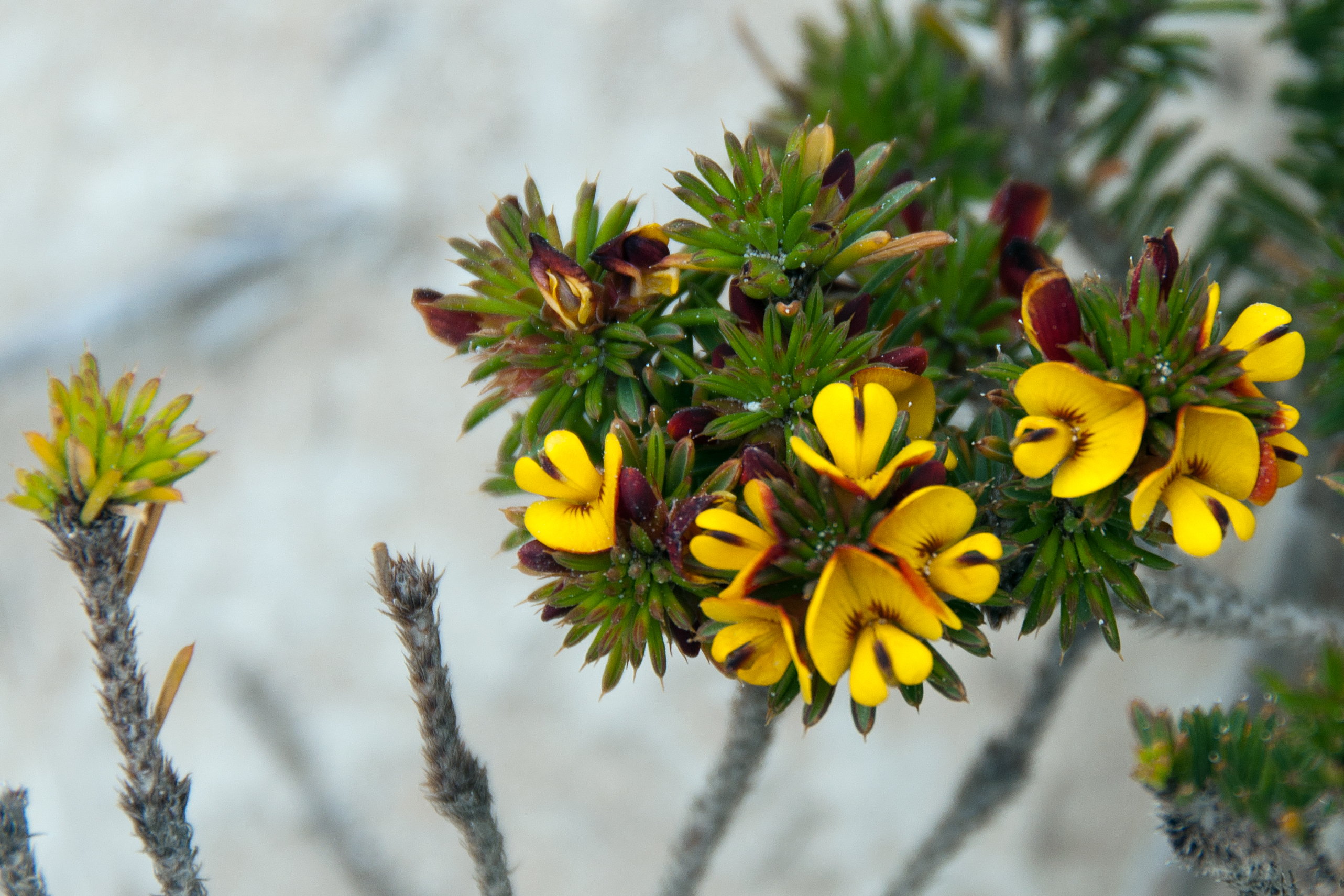
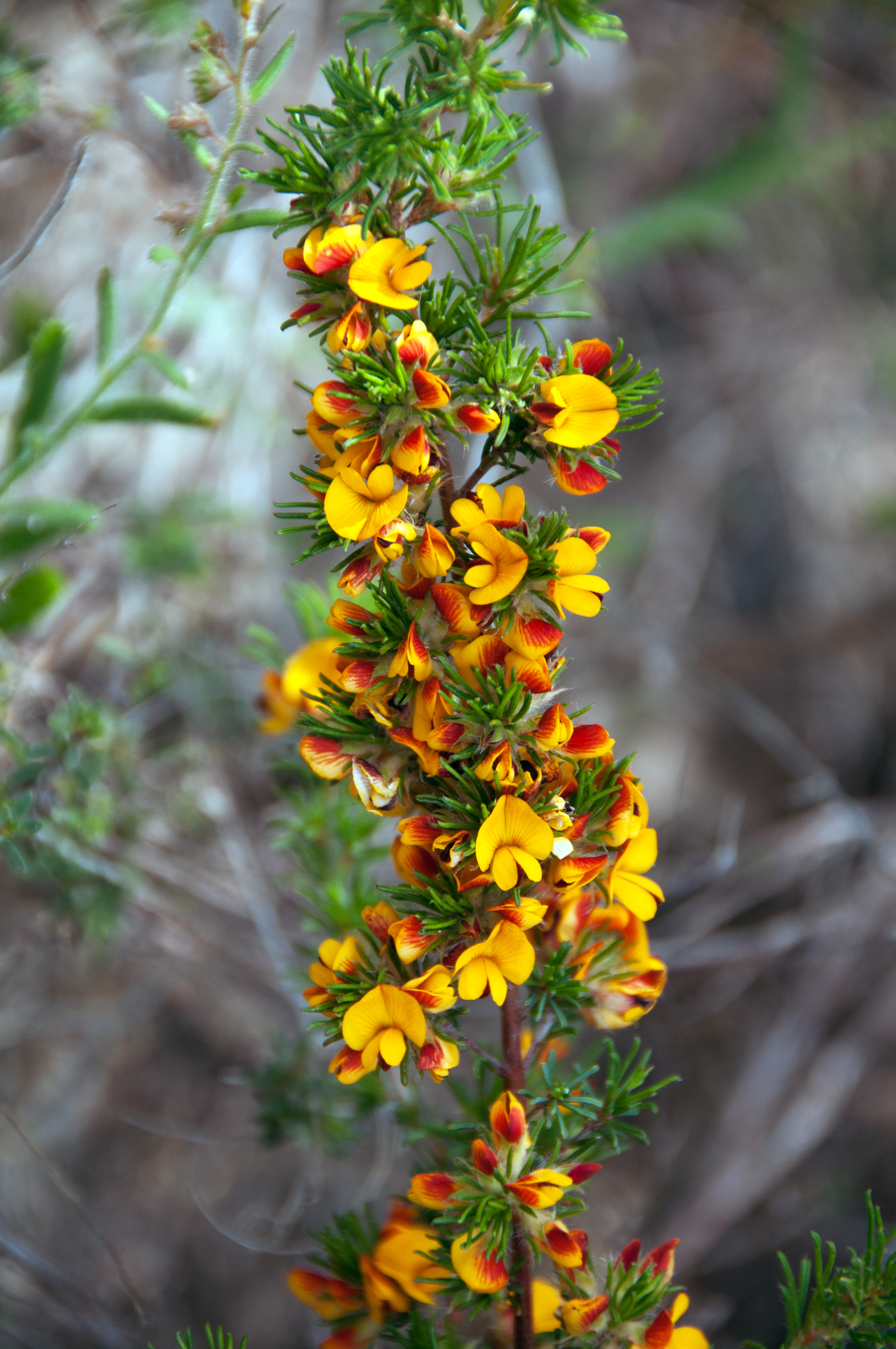